# Ореховська Тетяна Миколаївна
Ореховська Тетяна Миколаївна — кандидат економічних наук, доцент.

## Біографія
Народилася в місті Рибниця — тоді Молдавська РСР. Вищу освіту здобула в Донецькому інституті радянської торгівлі. Зразу ж після закінчення інституту почала працювати лаборантом, а потім викладачем Горлівського технікуму радянської торгівлі. Ще в ті роки Тетяна Миколаївна відчула, що бути педагогом — це її покликання.
Пізніше, у шестидесятих роках Тетяна Ореховська прийшла викладати на тільки-но заснований Чернівецький факультет Київського торговельно-економічного інституту. Потім була аспірантура, захист кандидатської дисертації. На молоду непересічну викладачку звернули увагу: 1975 року вона очолює кафедру, у 1987 році колектив обирає її деканом факультету.
Із незалежності уважний час здобуття Україною вища освіта набула іншого напрямку розвитку, запроваджуючи новий європейський механізм підготовки фахівців. Саме такий напрям, завдяки активній участі Тетяни Миколаївни був обраний для розвитку навчального закладу.
У 1999 р. Чернівецький факультет реорганізований у Чернівецький торговельно-економічний інститут як окремий структурний підрозділ КНТЕУ. Тетяні Миколаївні Ореховській довіряють керування навчальним закладом, у новому статусі, на новій посаді — директора інституту. І справді, перетворити маленький факультет київського вузу на повноцінний інститут, який входить у трійку престижних чернівецьких вузів, — для цього треба було мати вдачу справжнього керівника, тверду руку та залізну волю, далекосяжний, непересічний розум.
При керівництві Тетяни Миколаївни Ореховської та всіх співробітників інституту протягом останнього десятиріччя була відкрита денна форма навчання; утричі збільшилася кількість спеціальностей; контингент студентів зріс у 5, а співробітників інституту — у 5,5 разів; створено нові факультети, кафедри, організовано нові відділи; закладено сучасну матеріально-технічну базу інституту; сформовано колектив високопрофесійних науково-педагогічних кадрів; створено умови для науково-дослідної роботи викладачів і студентів; впроваджено сучасні методи навчання й виховання молоді; ведеться активний пошук наукової співпраці з іншими навчальними та науковими закладами і підприємницькими структурами в Україні та за її межами, постійно проводяться міжнародні науково-практичні конференції, семінари, круглі столи, студентські олімпіади, фестивалі науки та реклами. Також створено умови для всебічного розвитку особистості (спортивні секції, гуртки художньої самодіяльності, клуби КВК, команди брейн-рингу). Крім того, за ініціативи директорату організовано Раду студентського самоврядування студентів, студентський профком, студентське товариство молодих вчених та студентів, громадську організацію «Економічний клуб», асоціацію випускників; запроваджено випуск фахового видання «Вісник ЧТЕІ» та інститутської газети «Сходинками до PROFI»; створено сайт інституту, який постійно оновлюється та вдосконалюється.

## Нагороди та відзнаки
- медаль «Ветеран праці» (1986 р.),
- знак «Відмінник освіти України» (1998 р.),
- премія ім. О.Поповича (2000 р.),
- почесна відзнака Чернівецької обласної державної адміністрації та обласної ради «Буковина» (2004 р.),
- почесне звання «Заслужений працівник освіти України» (2002 р.),
- вища відзнака Дитячого фонду України — Кришталевий знак «Серце віддаю дітям» (2002 р.),

## Наукова діяльність
Автор понад 80 наукових праць, серед яких 1 підручник з грифом Міністерства освіти і науки України та 2 монографії.
1. Економічний потенціал регіону: пріоритети використання: Монографія/ І. М. Школа, Т. М. Ореховська, І. Д. Козменко та ін. — Чернівці: «Зелена Буковина», 2003.
2. Менеджмент туристичної індустрії: Навчальний посібник / За ред. проф. Школи І. М. — Чернівці: ЧТЕІ КНТЕУ, 2003.
3. Розвиток туристичного бізнесу регіону: Монографія/ За ред. доктора економічних наук, професора Школи І. М. — Чернівці: Книги — ХХІ, 2007.

## Джерело
- Ореховська
- Ореховська Тетяна Миколаївна. who-is-who.ua. Українська конфедерація жупналістики. Процитовано 25 грудня 2019.
- Ореховська Тетяна Миколаївна. Молодий буковинець. 11 квітня 2013. Процитовано 25 грудня 2019.